# Sir Thomas Lipton Trophy

Sir Thomas Lipton Trophy a fost o competiție fotbalistică intercluburi ce s-a disputat de două ori la Torino în anii 1909 și 1911.

## Istoric
Omul de afaceri Sir Thomas Lipton dorea să creeze o competiție fotbalistică între cele mai importante cluburi din Europa. 
La acest turneu Federațiile de fotbal ale Germaniei, Italiei și Elveției a trimis cele mai bune formații. Federația engleză a refuzat să participe, dar totuși Lipton a invitat o echipă de amatori (la bază mineri din Districtul Durham) - West Auckland FC. 
Legenda spune că Thomas Lipton nu ar fi avut intenția de a invita această formație. Se pare că a fost o greșeală în toată această poveste. El a trimis o scrisoare către clubul Woolwich Arsenal adresându-se destinatarului cu W.A. și prin urmare scrisoarea a luat drumul Auckland-ului către West Aucklad FC.
După ce au câștigat titlu în 1909, s-au reîntors în 1911 pentru a-l apăra. După ce au învins în finală pe Juventus Torino cu 6-1 au primit trofeul. În ianuarie 1994 trofeul a fost furat și din păcate nu a fost recuperat niciodată. Totuși s-a făcut o replică a trofeului care se află la West Auckland Town AFC .

## Ediția 1909

### Participanți
- Torino XI*
- Sportfreunde Stuttgart
- West Auckland FC
- FC Winterthur

*Torino XI - Echipă formată din jucătorii  cluburilor Foot-Ball Club Juventus și Foot-Ball Club Torino cu privejul turneului.
Semifinale
| Stuttgarter Sportfreunde 1896 | 0-2 | West Auckland FC                    |
| ----------------------------- | --- | ----------------------------------- |
|                               |     | Whittington 10' Dickinson 88' (pen) |

| Torino XI      | 1-2 | FC Winterthur           |
| -------------- | --- | ----------------------- |
| F. Berardo 13' |     | Lang 25' Lang 55' (pen) |

Locul Trei
| Torino XI                   | 2-1 | Stuttgarter Sportfreunde |
| --------------------------- | --- | ------------------------ |
| Debernardi 35' Zuffi II 75' |     | Kipp 15'                 |

Finala
| West Auckland FC             | 2-0 | FC Winterthur |
| ---------------------------- | --- | ------------- |
| R. Jones 6'(pen) J. Jones 8' |     |               |

## Ediția 1911

### Participanți
- FBC Juventus
- FC Zürich
- West Auckland FC
- FBC Torino

Semi-finalele
| FC Zürich | 0-2 | West Auckland FC |
| --------- | --- | ---------------- |
|           |     |                  |

| Foot-Ball Club Juventus | a învins | Foot-Ball Club Torino |
| ----------------------- | -------- | --------------------- |
|                         |          |                       |

Locul Trei
| Foot-Ball Club Torino                     | 2-1 | FC Zürich  |
| ----------------------------------------- | --- | ---------- |
| Domenico Capello 32' Domenico Capello 48' |     | Hasler 48' |

Finala
| Foot-Ball Club Juventus | 1-6 | West Auckland FC                                                        |
| ----------------------- | --- | ----------------------------------------------------------------------- |
| Corbelli 86'            |     | Moor Gol 3' Dunn 6' Dunn Format:Go; Appledby 14' Moor 50' Rewcastle 64' |